# UFC: Throwdown
UFC: Throwdown (UFC: Tapout 2) est un jeu vidéo de combat (arts martiaux mixtes) développé par Genki et Capcom Production Studio 3, édité par Crave Entertainment et sorti en 2002 sur GameCube et PlayStation 2.

## Accueil
- Jeux vidéo Magazine : 13/20 (PS2)[1]